# Svetovni pokal v smučarskih poletih 1994
Svetovni pokal v smučarskih poletih 1994 je bila četrta uradna sezona svetovnega pokala v smučarskih poletih nagrajena z malim globusom kot del iste sezone svetovnega pokala v smučarskih skokih.

## Koledar

### Moški
| Št. | Sezona | Datum          | Kraj    | Letalnica                     | Vel. | Zmagovalec      | Drugi          | Tretji        | Rumena majica   | Ref.        |
| --- | ------ | -------------- | ------- | ----------------------------- | ---- | --------------- | -------------- | ------------- | --------------- | ----------- |
|     |        | 19. marec 1994 | Planica | Velikanka bratov Gorišek K185 | LE   | močan veter     | močan veter    | močan veter   | močan veter     | močan veter |
| 27  | 1      | 20. marec 1994 | Planica | Velikanka bratov Gorišek K185 | LE   | Jaroslav Sakala | Espen Bredesen | Roberto Cecon | Jaroslav Sakala | [ 1 ]       |

## Lestvica
Točkovanje je prvič potekalo po novem sistemu.
| Uvr. | po 1 tekmi         | 20/03/1994 Planica | Skupaj |
| ---- | ------------------ | ------------------ | ------ |
| 1    | Jaroslav Sakala    | 100                | 100    |
| 2    | Espen Bredesen     | 80                 | 80     |
| 3    | Roberto Cecon      | 60                 | 60     |
| 4    | Christof Duffner   | 50                 | 50     |
| 5    | Lasse Ottesen      | 45                 | 45     |
| 6    | Stephan Zünd       | 40                 | 40     |
| 7    | Toni Nieminen      | 36                 | 36     |
| 8    | Kurt Børset        | 32                 | 32     |
| 9    | Jani Soininen      | 29                 | 29     |
| 10   | Hansjörg Jäkle     | 26                 | 26     |
| 11   | Takanobu Okabe     | 24                 | 24     |
| 12   | Janne Ahonen       | 22                 | 22     |
| 13   | Andreas Goldberger | 20                 | 20     |
| 14   | Janne Väätäinen    | 18                 | 18     |
| 15   | Sylvain Freiholz   | 16                 | 16     |
| 16   | Werner Haim        | 15                 | 15     |
| 17   | Ivo Pertile        | 14                 | 14     |
| 18   | Ted Langlois       | 13                 | 13     |
| 19   | Noriaki Kasai      | 12                 | 12     |
| 20   | Nicolas Jean-Prost | 11                 | 11     |
| 21   | Tomáš Goder        | 10                 | 10     |
| 22   | Jinya Nishikata    | 9                  | 9      |
| 23   | Sepp Zehnder       | 8                  | 8      |
| 24   | Werner Rathmayr    | 7                  | 7      |
| 25   | Bruno Reuteler     | 6                  | 6      |
| 26   | Gerd Siegmund      | 5                  | 5      |
| 27   | Jakub Sucháček     | 4                  | 4      |
| 28   | Matjaž Zupan       | 3                  | 3      |
| 29   | Didier Mollard     | 2                  | 2      |
| 30   | Matjaž Kladnik     | 1                  | 1      |

| Uvr. | po 1 tekmi              | Točke |
| ---- | ----------------------- | ----- |
| 1    | Norveška                | 157   |
| 2    | Češka                   | 114   |
| 3    | Finska                  | 105   |
| 4    | Nemčija                 | 81    |
| 5    | Italija                 | 74    |
| 6    | Švica                   | 70    |
| 7    | Japonska                | 45    |
| 8    | Združene države Amerike | 13    |
| 9    | Francija                | 13    |
| 10   | Slovenija               | 4     |